# Bezzia dewulfi
Bezzia dewulfi är en tvåvingeart som först beskrevs av Maurice Emile Marie Goetghebuer 1935.  Bezzia dewulfi ingår i släktet Bezzia och familjen svidknott.
Artens utbredningsområde är Kongo. Inga underarter finns listade i Catalogue of Life.